# 机翼
机翼是为固定翼航空器（包括飞机和滑翔机）提供升力的主要部件，模仿鳥類的翅膀，維持其在空中的穩定飛行以及提供必要的操纵力。机翼上通常安装有固定翼航空器的主操纵面－副翼，以及辅助操纵装置襟翼。
在机翼内部可以装载燃油、设备、武器，在机翼上可以安装起落架、发动机，悬挂导弹和副邮箱等外挂设备。

## 机翼的几何参数
- 前缘：机翼的前部边缘。
- 後緣：机翼的后部边缘。
- 翼展：機翼兩尖端的直線距離。
- 弦长：机翼前缘到后缘的距离，通常沿平行于机身纵轴的方向测量。
- 展弦比：翼展和标准平均弦长的比值。
- 漸縮比：翼根弦长与翼尖弦长的比值。
- 相对厚度：机翼翼型最大厚度与翼弦的比值。
- 翼剖面：机翼橫切面的形狀。
- 掠角：机翼设计中心线与机身垂直线的夹角。
- 扭转：包括气动扭转和几何扭转。气动扭转是指翼剖面沿展向的渐变；几何扭转是指机翼横切面攻角沿展向的渐变。通过扭转来改善机翼的气动特性，避免翼尖先于机翼其他部分失速。
- 反角：机翼平面与机身平面所夹的角度。机翼平面位于机身平面之上时称之为上反角，反之为下反角。
- 裝置角 : 機翼弦線與機身的夾角。

## 机翼上的主要受力构件
作用在机翼上的外载荷主要分为分布载荷和集中载荷。为承担载荷，需要设计相应的受力构件。基本的受力构件有纵向骨架、横向骨架、蒙皮和接头等。

## 机翼上的主要操纵面

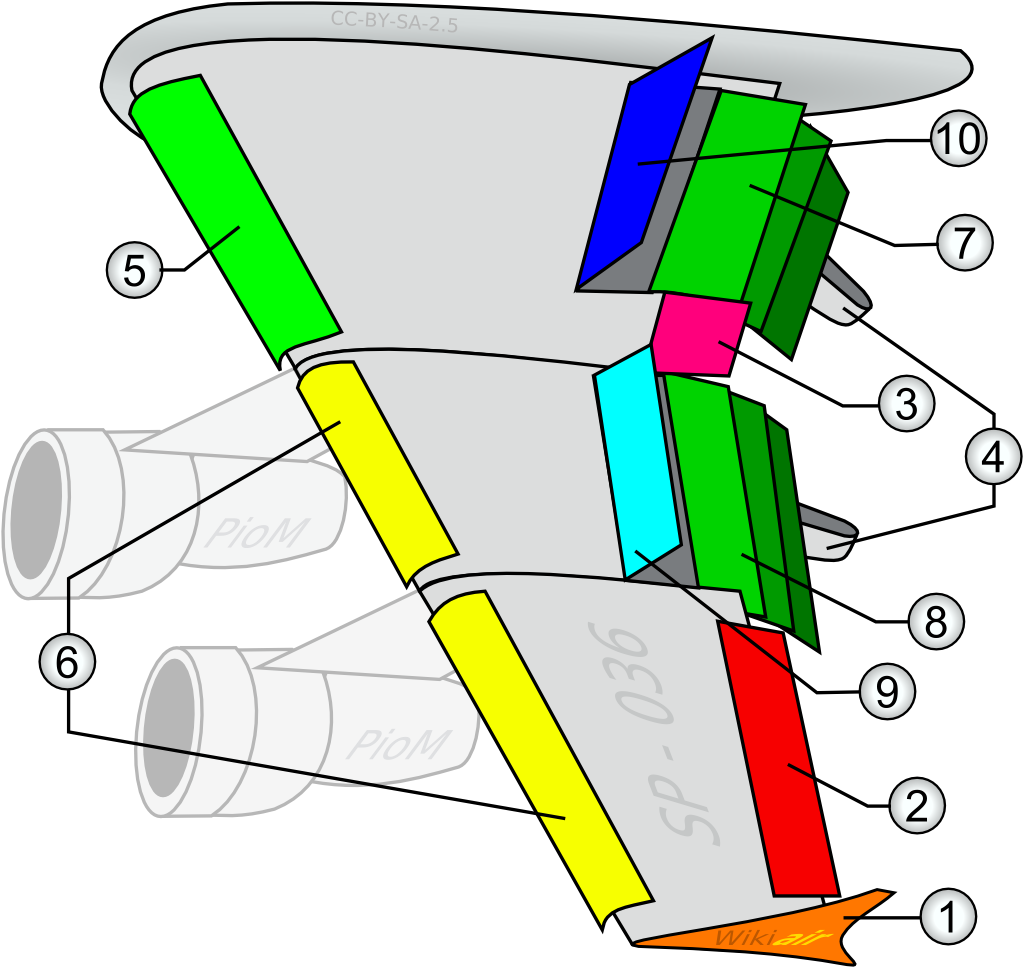
机翼上的操纵面与附属装置
1. 翼尖小翼
2. 低速副翼
3. 高速副翼
4. 襟翼滑轨整流罩
5. 前缘襟翼－克鲁格襟翼
6. 前缘缝翼
7. 内侧襟翼
8. 外侧襟翼
9. 扰流板
10. 扰流板-减速板
注1：以上仅为示意图，在具体机型上，各位置上部件因设计理念的不同，其实际构型、功能和名称也有可能不同。
注2：图中7和8所反映的是襟翼的三个不同工作位置，而非三层襟翼。

- 襟翼：在機翼前缘或後緣安装的可以活动的翼面，用以增加機翼面積和弯度，提高機翼的升力系数，起到增加升力的作用。襟翼大多安装在机翼后缘，安装在前缘的襟翼特称为前緣襟翼。

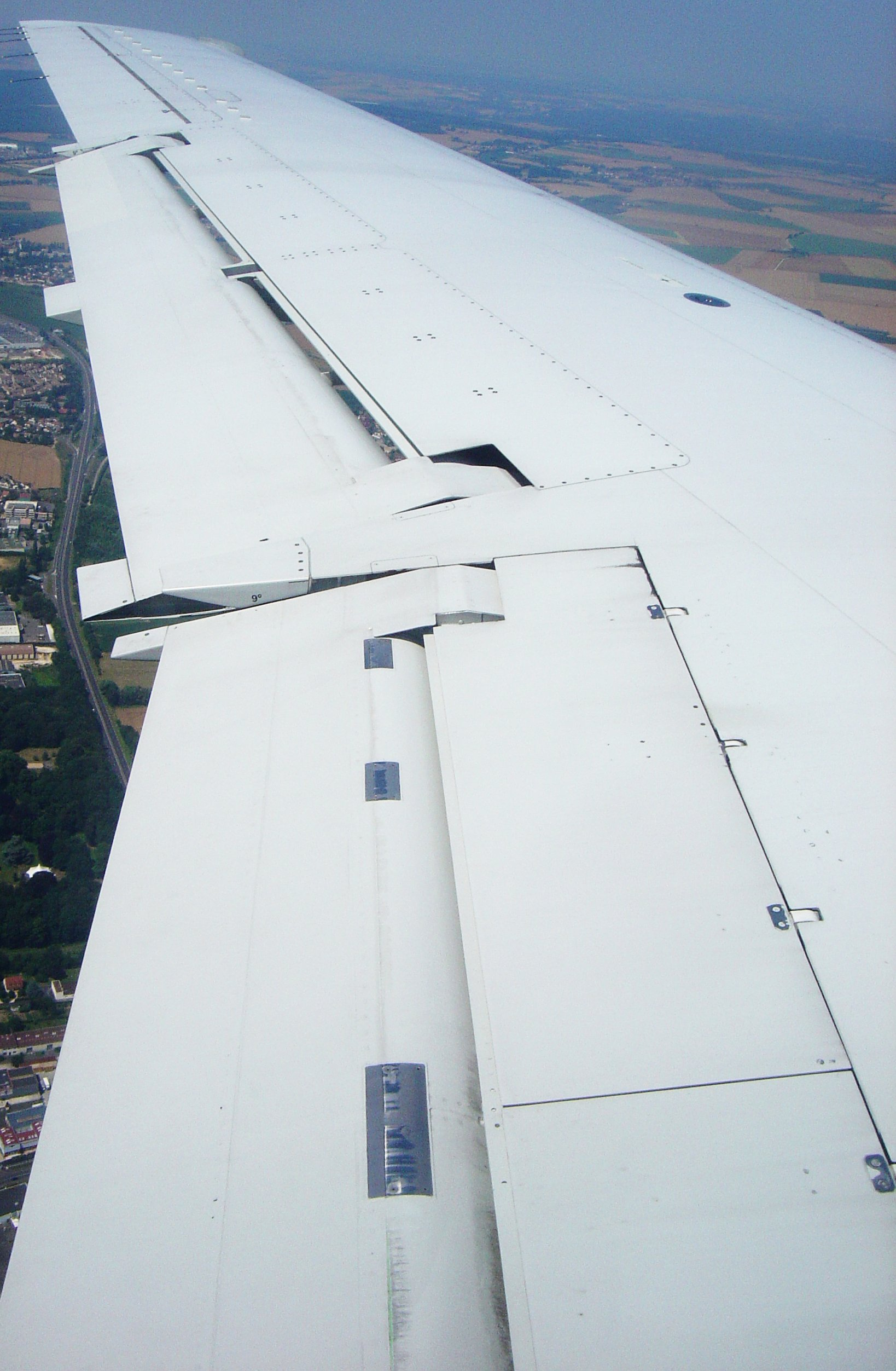
襟翼部分展开
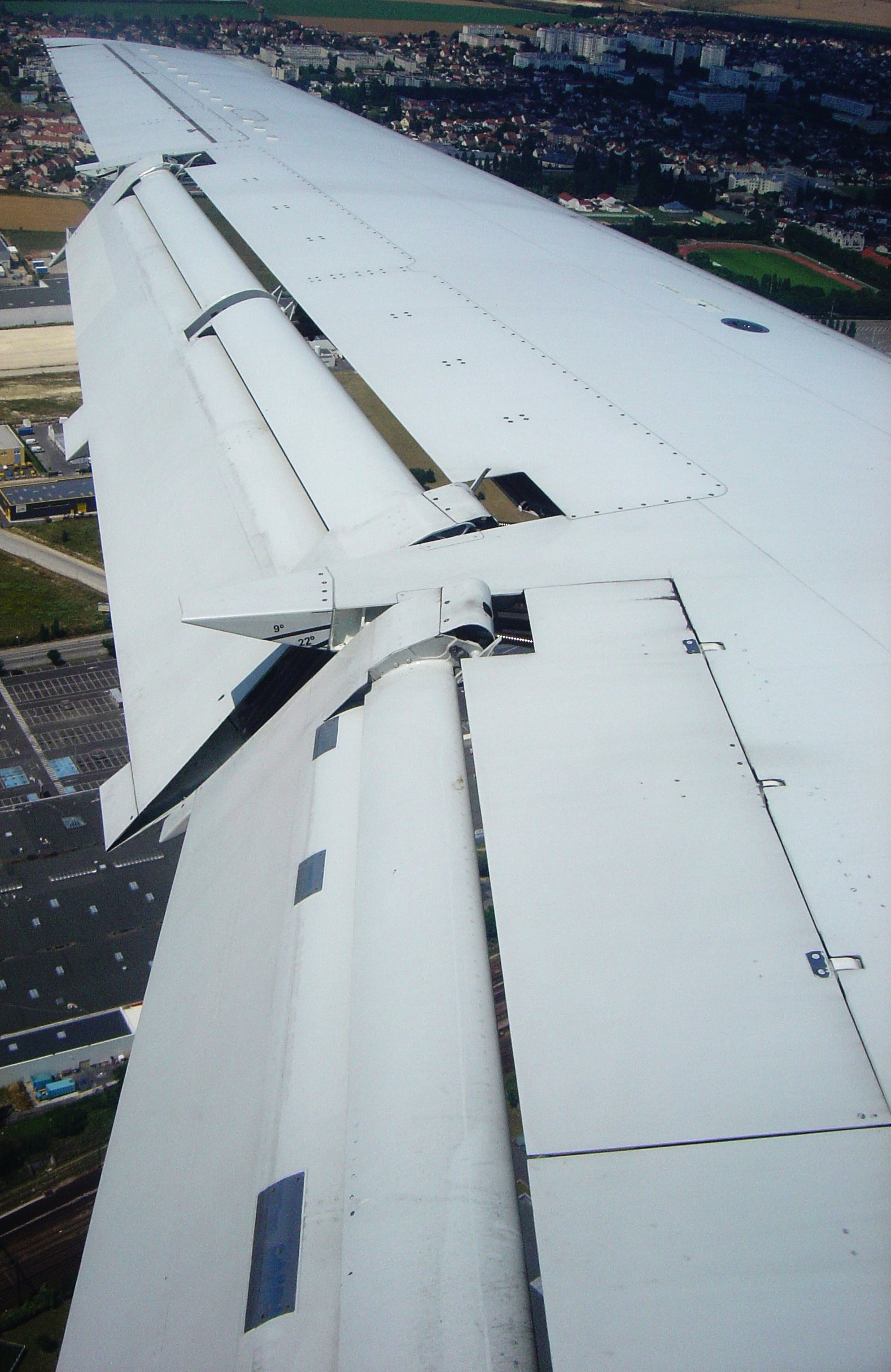
全襟翼
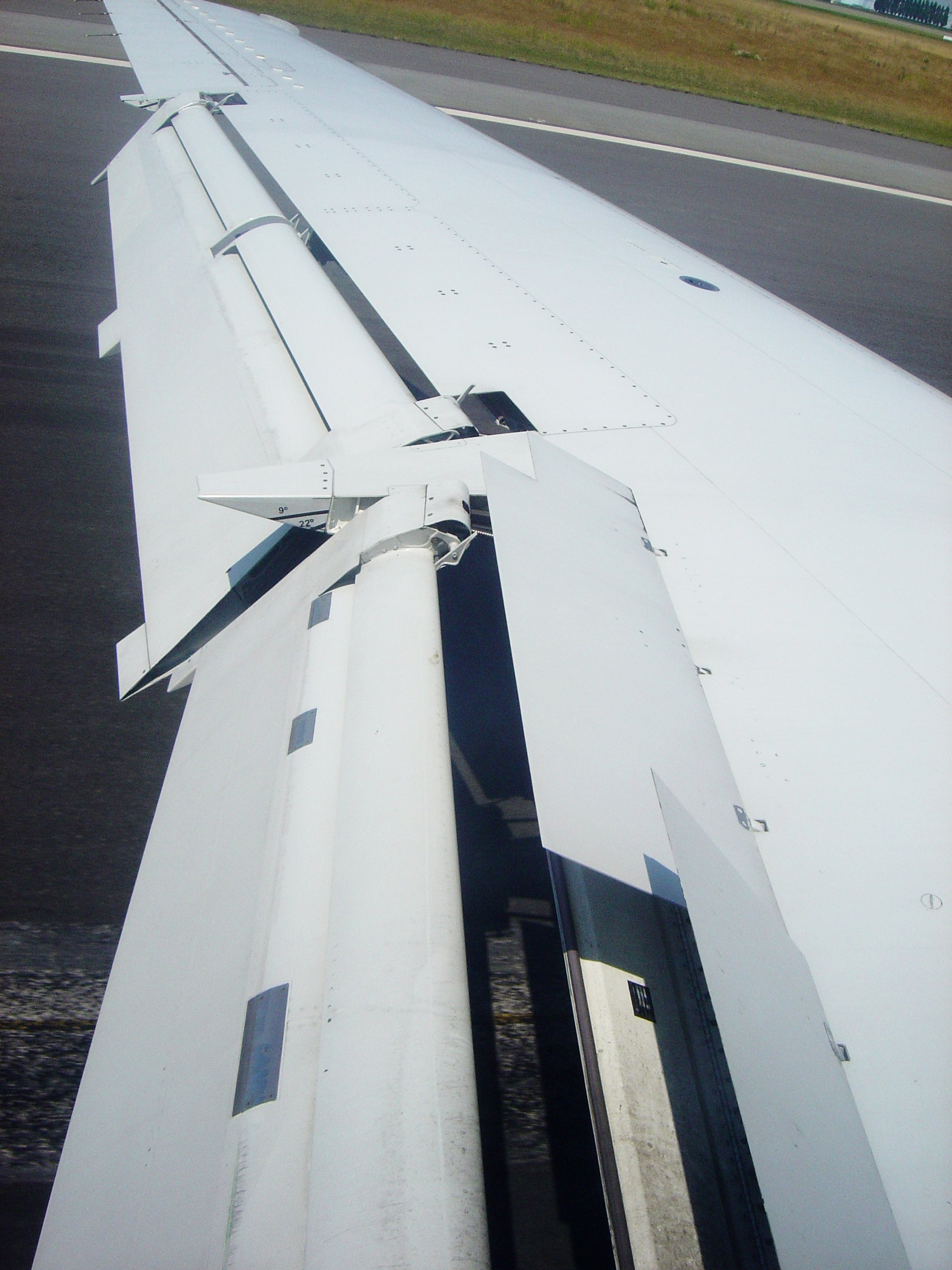
全襟翼，扰流板打开。

- 前缘缝翼：正常工作时与机翼主体产生缝隙，可使机翼下表面部分空气流经上表面从而推迟气流分离的出现，增加机翼的临界迎角。
- 副翼（aileron）：通常安装在机翼后缘外侧的活动翼面，用以控制航空器的滚转姿态。某些高速飞机为减小副翼偏转所引起的机翼扭转变形，还装有内侧副翼。
- 襟副翼：机翼后缘内侧的活动翼面，常见于大型飞机，巡航飞行时与副翼功能一致，以减少副翼的气动弹性影响，降低滚转操纵功效，低速飞行时同襟翼联动。
- 扰流板（spoiler panel）：安装在机翼上表面可被操纵打开的平板，可用于减小升力、增加阻力和增强滚转操纵。当两侧机翼的扰流板对称打开时，此时的作用主要是增加阻力和减小升力，从而达到减小速度、降低高度的目的，因此也被称为减速板；而当其不对称打开时（通常由驾驶员的滚转操纵而引发），两侧机翼的升力随之不对称，使得滚转操纵功效大幅度增加，从而加速航空器滚转。
- 配平片：是安装在操纵面上可相对操纵面运动的装置，通常用于平衡作用在操纵面上的气动力矩。当达到力矩平衡状态时，传统操纵系统上将感受不到来自相应操纵面上的气动作用力。

## 机翼表面的主要附属装置

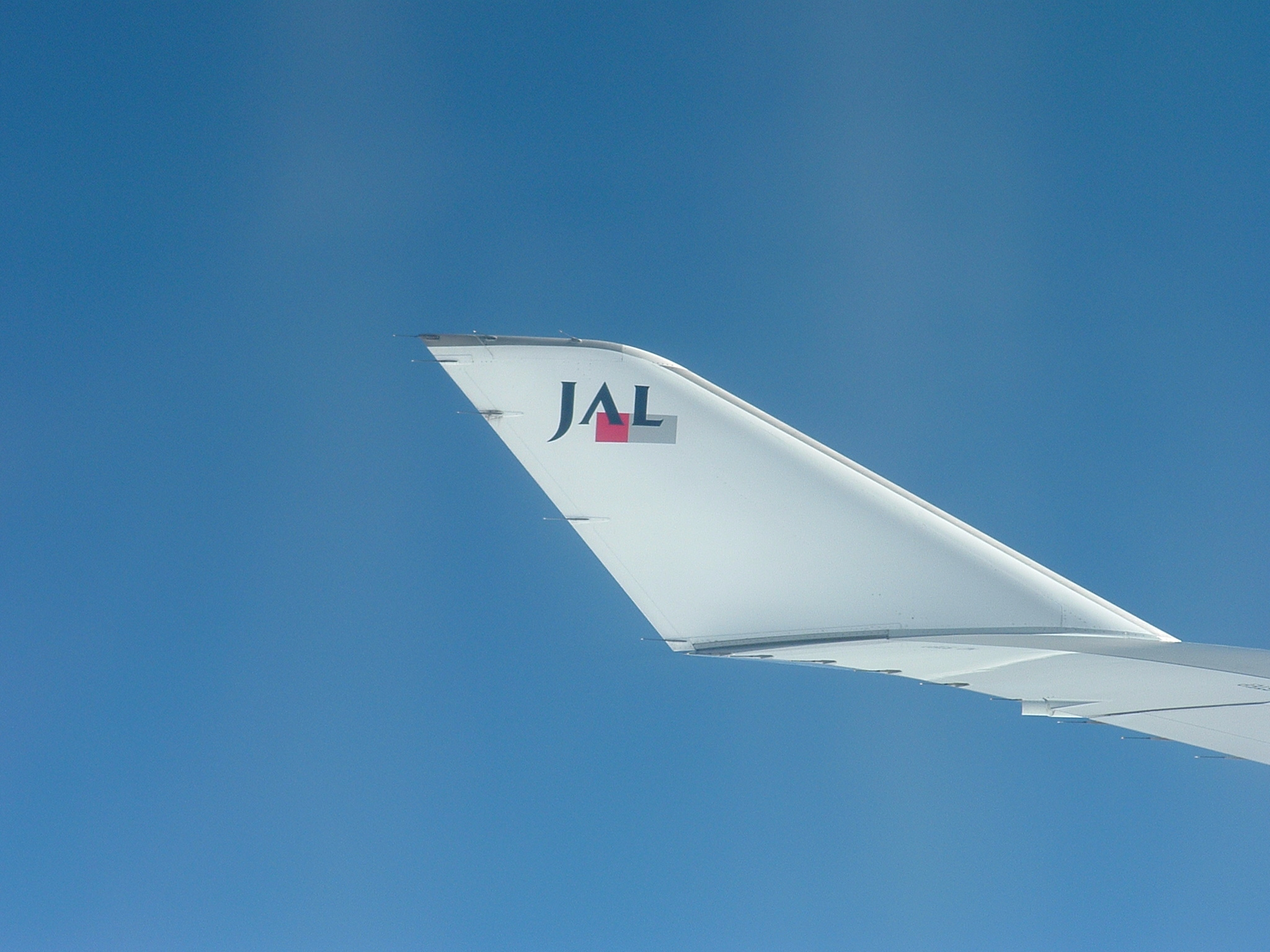
波音747-400的翼尖小翼

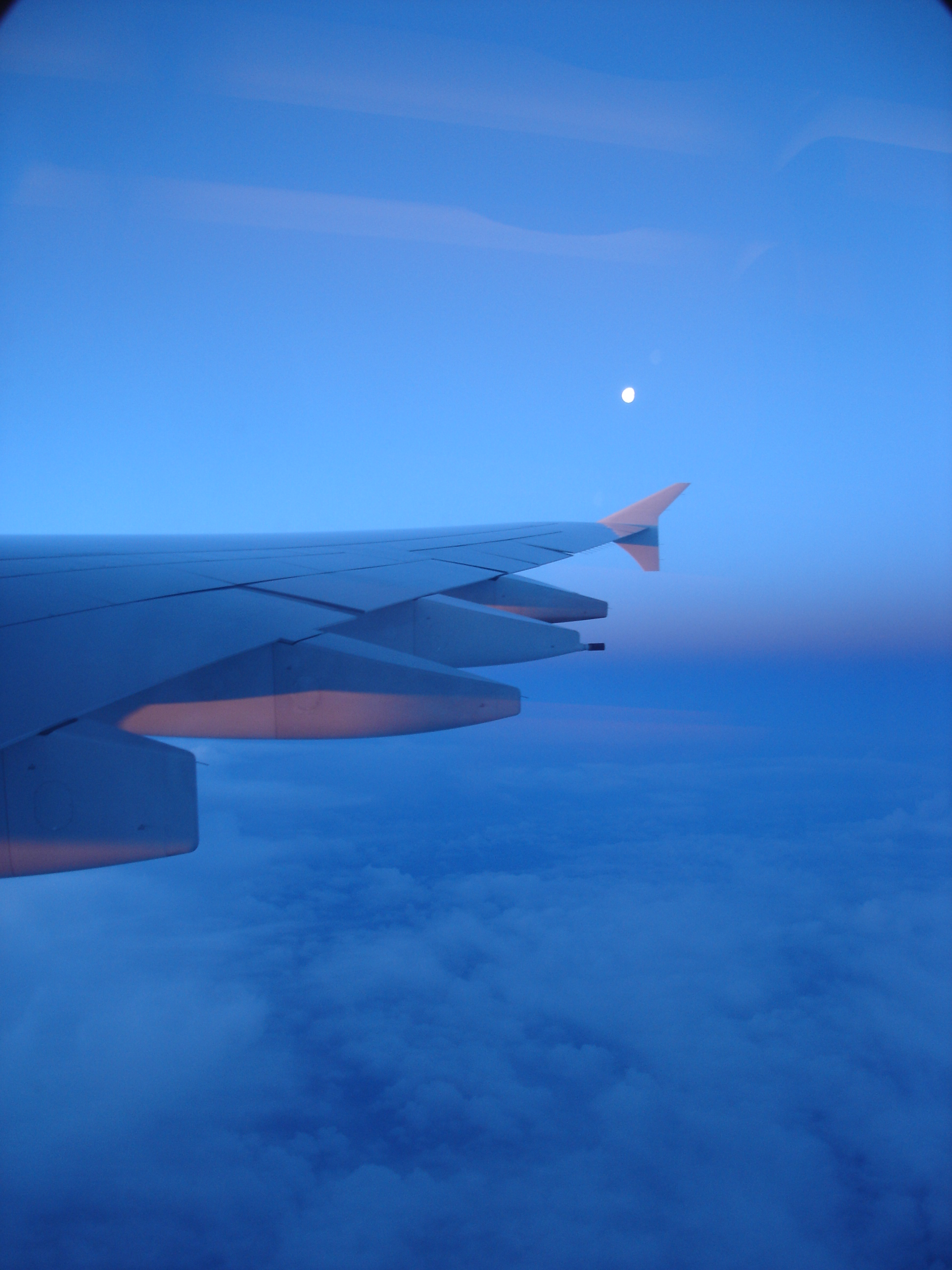
A380的兩面式翼尖小翼

- 翼尖小翼：安装在翼尖的垂直方向翼片，主要用于削弱翼尖下表面气流绕流至上表面的效应，减少升力损失，改善机翼性能。
- 翼刀：垂直安装在机翼上表面并平行于机身方向薄板，用于阻滞气流沿机翼展向的运动，以及防止整个机翼沿展向同时失速。常见于后掠翼飞机。
- 涡流產生器：在机翼上表面产生涡流，推迟气流分离的出现。

## 升力原理
机翼产生升力的原理可通过牛顿第三定律和伯努利定律来解释。对于图示情况的翼型，当平行于翼弦方向的气流（在此将其视为不可压流）流经机翼时，由于机翼的阻碍导致流管截面变小，而导致机翼上下表面的空气流速均增加。
有一種常見的理論指出，由于机翼上表面的弯度大于下表面弯度，根据伯努利定律可知上表面气流的流速整体上要高于下表面气流速度，也就是说气流作用在机翼上表面的静压整体上小于作用在下表面上的静压。由于上下表面压差的存在，使得机翼最终受到向上的合力，亦即升力。但是這種說法被美國太空總署（NASA）否定，NASA指出這種說法無法解釋飛機上下顛倒時仍然可以飛行；根據NASA的實驗，一個上下表面長度相同的機翼仍然可以產生足夠的升力。
当然随着机翼相对气流迎角的变化，翼型周围的空气流场也会发生明显变化。当机翼攻角增大时，由于翼型对气流的阻碍作用致使气流下洗，使得前缘附近气流驻点相对于前缘位置下移，从而导致更为明显的升力效应。而当机翼攻角减小甚至为负值时，翼型弯度的作用将被削弱，即升力减小直至产生负升力。